# Glanstroepiaal
De glanstroepiaal (Quiscalus quiscula) is een zangvogel uit de familie van de troepialen (Icteridae). De wetenschappelijke naam van de soort werd in 1758 als Gracula quiscula gepubliceerd door Carl Linnaeus. De herkomst en betekenis van de naam 'quiscula' (door Linnaeus met hoofdletter geschreven) is onduidelijk; Linnaeus geeft er zelf niets over aan.

## Kenmerken
Het verenkleed is zwart met een glanzend paarse kop en hals. Beide geslachten hebben een gedraaide staart, wat vooral tijdens de vlucht goed zichtbaar is. De lichaamslengte bedraagt 32 cm.
De vogel voedt zich met ongewervelden, zaden en noten.
Het nest is een omvangrijke losse kom van gras en stengels, meestal gebouwd in een boom.

## Verspreiding en leefgebied
De vogel komt voor in cultuurlandschappen op het Noord-Amerikaanse continent.
Er worden drie ondersoorten onderscheiden:
- Q. q. quiscula: de zuidoostelijke Verenigde Staten.
- Q. q. versicolor: het zuidelijke deel van Centraal-en zuidoostelijk Canada en de centrale Verenigde Staten.
- Q. q. stonei: de oostelijk-centrale Verenigde Staten.